# گراند هتل
گراند هتل قدیمی‌ترین هتل ایران و از آثار معماری اواخر دوره قاجاریه است. این هتل به دست یک مهاجر قفقازی به نام باقرخان به مساحت ۱۳۰۰ متر مربع در خیابان لاله‌زار جنوبی، جنب کوچه ملی یا کوچه باربد کنونی ساخته شد. الگوی پذیرایی در این هتل، از روش پذیرایی در هتل‌های اروپایی الهام گرفته شده بود.
گراند هتل در خیابان لاله‌زار تهران، محل اجرای نمایش‌نامه‌های میرزاده عشقی، شعرخوانی‌های عارف قزوینی و اجراهای قمرالملوک وزیری و روح‌انگیز بود. پیش از گراند هتل، اتباع خارجی که به ایران سفر می‌کردند، جهت اقامت به سفارت‌خانه‌های کشور متبوع خود می‌رفتند یا به بعضی از خانه‌های شمال تهران که به پانسیون تبدیل شده بودند، مراجعه می‌کردند.

## وضعیت امروزی
گراند هتل تا پایان دوره پهلوی اول اعتبار خود را حفظ کرد، تا نیمه‌های محمدرضاشاه به کار خود ادامه داد و بعد از رونق آن کاسته و تعطیل شد. علی حاتمی که مدل این هتل را چند کیلومتر دورتر از تهران ساخت، دوباره نامش را بر سر زبان‌ها انداخت ولی دیگر کسی از خود گراند هتل سراغی نگرفت.
امروزه این عمارت تاریخی در قبضه فروشندگان لوازم الکتریکی است که چند سالی است جانشین خیاطان و بافندگان در این ساختمان شده‌اند. آجرکاری‌های ظریف هتل یک‌سر زیر سیمان رفته و بالکن‌هایش از لوازم برق ساختمان انباشته شده است. فروشندگان میان کف و سقف بلند اتاق‌ها، تاق زده و مغازه را دوبلکس کرده‌اند. دیوارهای رو به راهرو را نیز برداشته‌اند و درهای قدی شیشه‌ای گذاشته‌اند. حیاط داخلی گراند هتل که یک زمان برای خودش باغچه مصفایی بود، اینک بارانداز کالا است.

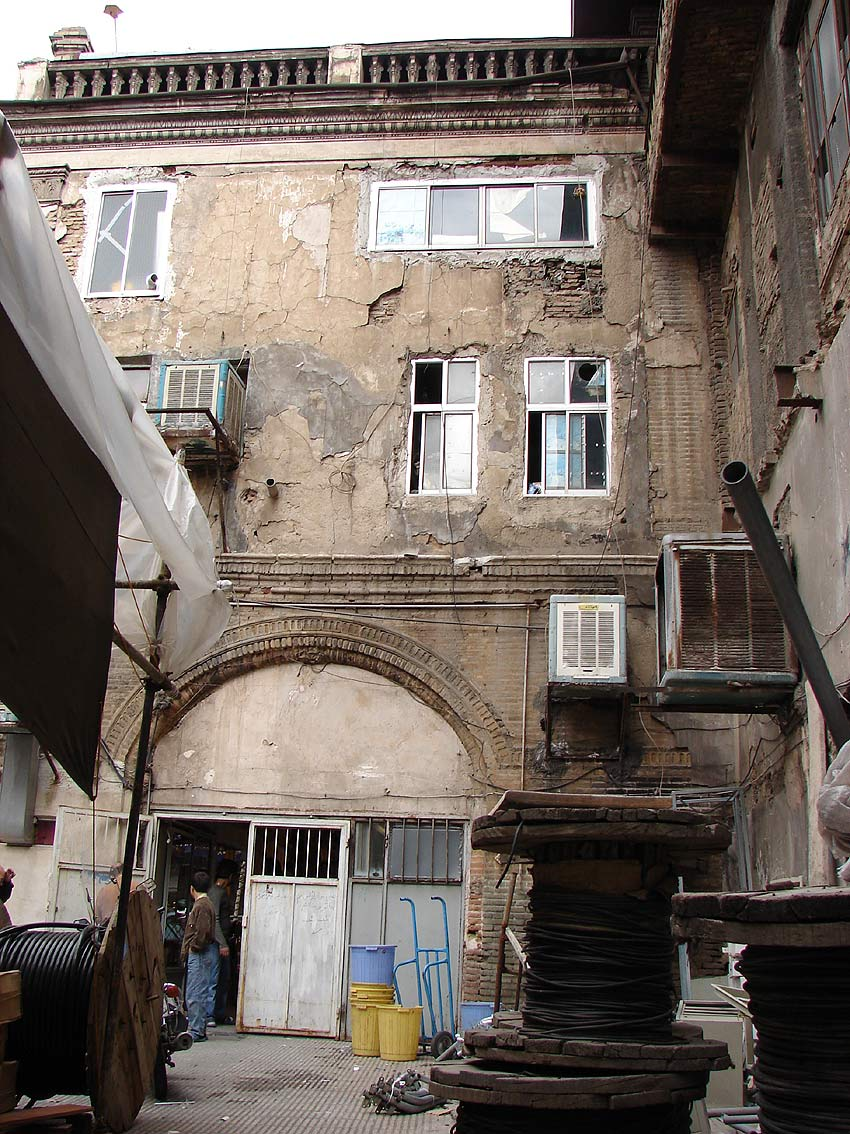
تصویری جدید، نمایی که از داخل (باغ قدیم) گراند هتل از آن گرفته شده.
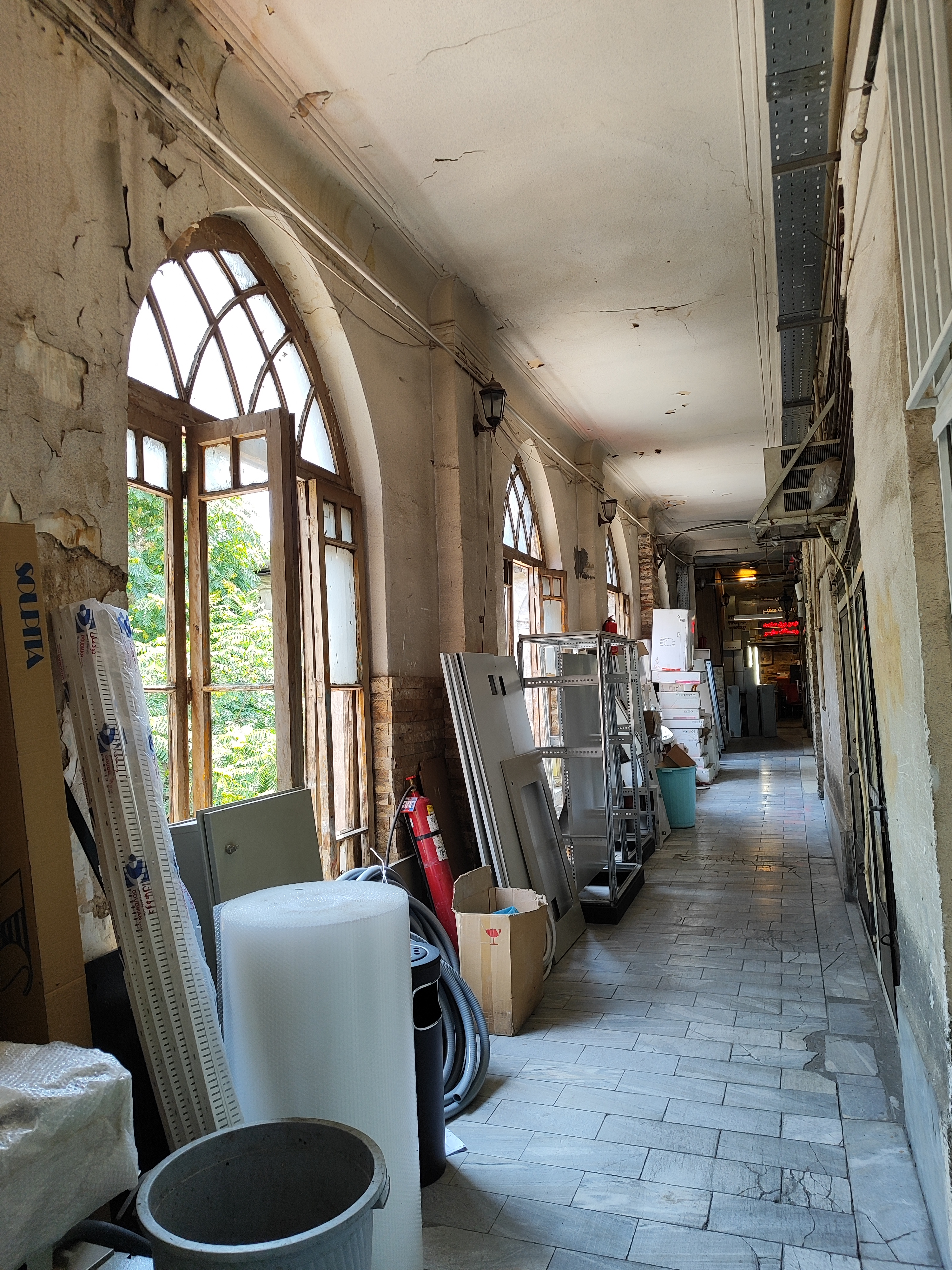
وضعیت امروزی لابی هتل
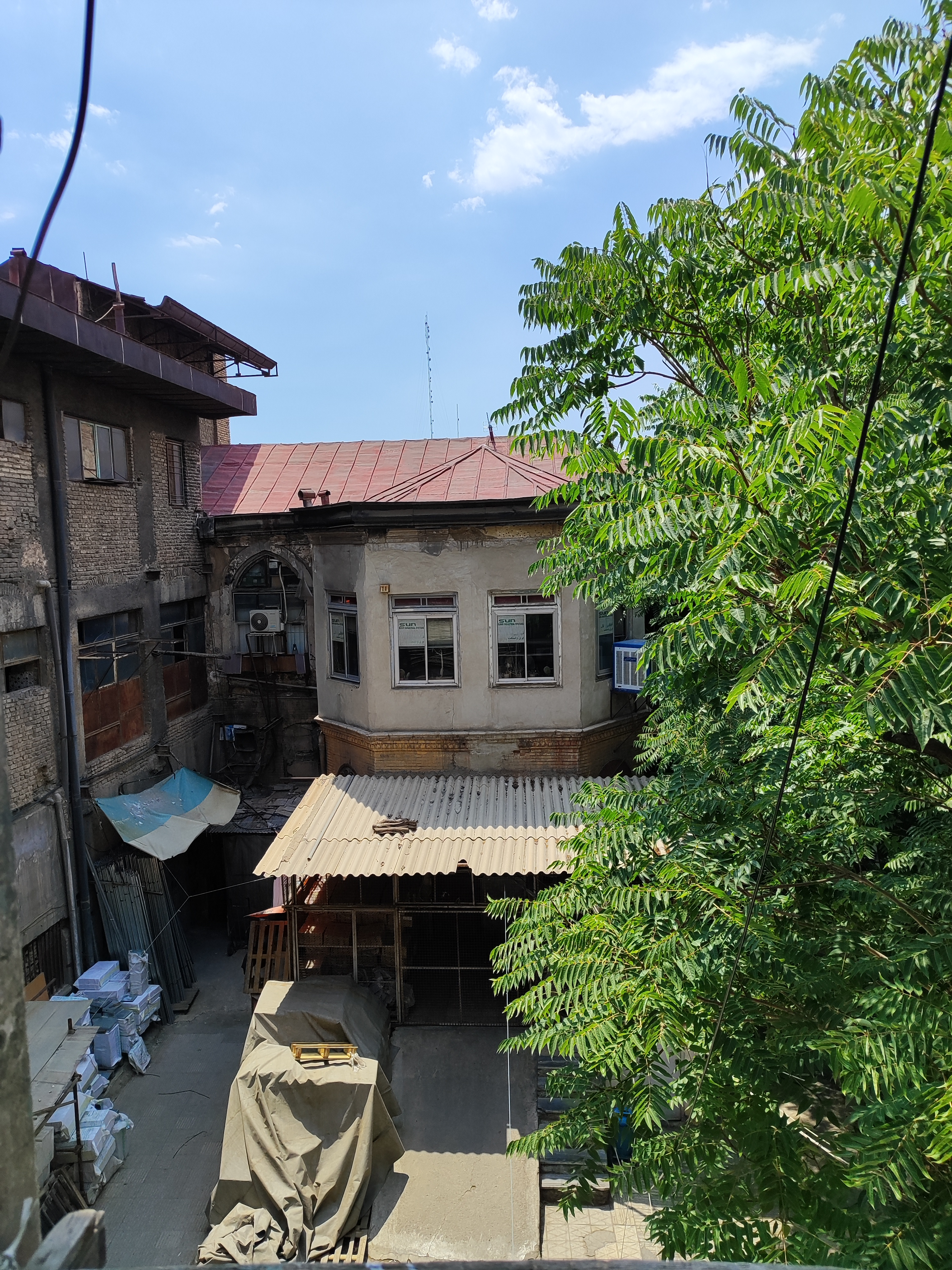
وضعیت امروزی ساختمان اصلی